# 부르츠-피티히 반응
부르츠-피티히 반응(Wurtz–Fittig reaction)은 치환된 방향족 화합물을 형성하는 아릴 할라이드(aryl halide)와 알킬 할라이드와 금속 나트륨(sodium)의 유기 반응이다.

## 같이 보기
- 부르츠 반응